# Marcel Boudesteyn
Marcel Boudesteyn (Krimpen aan de Lek, 23 september 1971) is een voormalig Nederlands voetballer die als middenvelder uitkwam voor Excelsior, FC Groningen en FC Zwolle.
Boudesteyn was na zijn spelersloopbaan ondernemer en trainer in het amateurvoetbal. Hij is per 1 november 2021 algemeen directeur bij PEC Zwolle.

## Carrièrestatistieken
| Seizoen         | Club            | Land            | Competitie      | Competitie | Competitie | Beker | Beker | Internationaal | Internationaal | Overig | Overig | Totaal | Totaal |
| Seizoen         | Club            | Land            | Competitie      | Wed.       | Dlp.       | Wed.  | Dlp.  | Wed.           | Dlp.           | Wed.   | Dlp.   | Wed.   | Dlp.   |
| --------------- | --------------- | --------------- | --------------- | ---------- | ---------- | ----- | ----- | -------------- | -------------- | ------ | ------ | ------ | ------ |
| 1989/90         | Excelsior       | Nederland       | Eerste divisie  | 3          | 0          | –     | 0     | –              | –              | –      | –      | –      | –      |
| 1990/91         | Excelsior       | Nederland       | Eerste divisie  | 24         | 2          | –     | 0     | –              | –              | –      | –      | –      | –      |
| 1991/92         | Excelsior       | Nederland       | Eerste divisie  | 7          | 1          | –     | 0     | –              | –              | 0      | 0      | –      | –      |
| 1992/93         | Excelsior       | Nederland       | Eerste divisie  | 20         | 2          | –     | 0     | –              | –              | –      | –      | –      | –      |
| 1993/94         | Excelsior       | Nederland       | Eerste divisie  | 29         | 2          | –     | 0     | –              | –              | –      | –      | –      | –      |
| 1994/95         | FC Groningen    | Nederland       | Eredivisie      | 22         | 0          | –     | 1     | –              | –              | –      | –      | –      | –      |
| 1995/96         | FC Groningen    | Nederland       | Eredivisie      | 24         | 0          | –     | 0     | –              | –              | –      | –      | –      | –      |
| 1996/97         | FC Zwolle       | Nederland       | Eerste divisie  | 30         | 2          | –     | 0     | –              | –              | –      | –      | –      | –      |
| 1997/98         | FC Zwolle       | Nederland       | Eerste divisie  | 8          | 0          | –     | 0     | –              | –              | –      | –      | –      | –      |
| 1998/99         | FC Zwolle       | Nederland       | Eerste divisie  | 13         | 0          | –     | 0     | –              | –              | –      | –      | –      | –      |
| 1999/00         | FC Zwolle       | Nederland       | Eerste divisie  | 0          | 0          | –     | 0     | –              | –              | –      | –      | –      | –      |
| 2000/01         | FC Zwolle       | Nederland       | Eerste divisie  | 21         | 1          | –     | 0     | –              | –              | –      | –      | –      | –      |
| 2001/02         | FC Zwolle       | Nederland       | Eerste divisie  | 0          | 0          | –     | 0     | –              | –              | –      | –      | –      | –      |
| 2002/03         | FC Zwolle       | Nederland       | Eredivisie      | 3          | 0          | –     | 0     | –              | –              | –      | –      | –      | –      |
| Carrière totaal | Carrière totaal | Carrière totaal | Carrière totaal | 204        | 10         | –     | 1     | –              | –              | –      | –      | –      | –      |

## Erelijst
FC Zwolle
| Nationaal      |    |         |
| Eerste divisie | 1x | 2001/02 |